# First Lady der Türkei
First Lady der Republik Türkei (türkisch Türkiye Cumhuriyeti Başbayanı) ist der Titel der Gattin des Präsidenten der Republik Türkei. Die erste Präsidentengattin war Latife Uşşaki. Seit 2014 ist Emine Erdoğan, die Frau von Recep Tayyip Erdoğan, First Lady der Türkei.

## First Ladies
| No. | Porträt | Name (Lebensdaten)          | Amtszeit           | Amtszeit        | Amtszeit    | Präsident             |
| No. | Porträt | Name (Lebensdaten)          | Amtsantritt        | Amtszeitende    | Amtszeit    | Präsident             |
| --- | ------- | --------------------------- | ------------------ | --------------- | ----------- | --------------------- |
| 1   |         | Latife Uşşaki (1899–1975)   | 29. Oktober 1923   | 5. August 1925  | 1 a, 280 d  | Mustafa Kemal Atatürk |
| 2   |         | Mevhibe İnönü (1897–1992)   | 11. November 1938  | 27. Mai 1950    | 11 a, 197 d | İsmet İnönü           |
| 3   |         | Reşide Bayar (1886–1962)    | 22. Mai 1950       | 27. Mai 1960    | 10 a, 5 d   | Celal Bayar           |
| 4   |         | Melahat Gürsel (1900–1975)  | 27. Mai 1960       | 28. März 1966   | 5 a, 305 d  | Cemal Gürsel          |
| 5   |         | Atıfet Sunay (1903–2002)    | 28. März 1966      | 28. März 1973   | 7 a         | Cevdet Sunay          |
| 6   |         | Emel Korutürk (1915–2013)   | 6. April 1973      | 6. April 1980   | 7 a         | Fahri Korutürk        |
| 7   |         | Sekine Evren (1922–1982)    | 12. September 1980 | 3. März 1982    | 1 a, 172 d  | Kenan Evren           |
| 8   |         | Semra Özal (geb. 1934)      | 9. November 1989   | 17. April 1993  | 3 a, 159 d  | Turgut Özal           |
| 9   |         | Nazmiye Demirel (1927–2013) | 16. Mai 1993       | 16. Mai 2000    | 7 a         | Süleyman Demirel      |
| 10  |         | Semra Sezer (geb. 1944)     | 16. Mai 2000       | 28. August 2007 | 7 a, 104 d  | Ahmet Necdet Sezer    |
| 11  |         | Hayrünnisa Gül (geb. 1964)  | 28. August 2007    | 28. August 2014 | 7 a         | Abdullah Gül          |
| 12  |         | Emine Erdoğan (geb. 1955)   | 28. August 2014    |                 |             | Recep Tayyip Erdoğan  |